# Sigvard Ohlsson
Sigvard Ohlsson i riksdagen kallad Ohlsson i Kastlösa, född 8 mars 1908 i Kastlösa, Kalmar län, död 4 mars 1998 i Mörbylånga, var en svensk murare och socialdemokratisk politiker.
Ohlsson var ledamot av riksdagens andra kammare 1938-1952, invald i Kalmar läns valkrets. Han skrev sex egna motioner, bland annat om skyddskonsulentorganisationer.